# Guerre suédoise de libération
Pour un article plus général, voir Union de Kalmar.
Batailles
- Bataille de Falun (5 février 1521)
- Bataille de Brunnbäck Ferry (avril 1521)
- Bataille de Västerås (29 avril 1521)
- Conquête d'Uppsala (18 mai 1521)
- Conquête de Kalmar (27 mai 1523)
- Conquête de Stockholm (16 et 17 juin 1523)

La guerre suédoise de libération (en suédois Befrielsekriget, littéralement « guerre de libération ») est une guerre survenue en Suède à la fin de l'union de Kalmar entre 1521 et 1523 qui opposait les rebelles suédois menés par Gustave Vasa au roi de l'Union Christian II de Danemark.

## Contexte
Depuis 1501 la Suède n'avait pas de roi, mais était gouvernée par Sten Sture le Jeune nommé régent du Royaume en 1512. Cependant, le roi de Danemark et de Norvège, Christian II, tente de reconquérir la Suède afin de reconstituer l'union de Kalmar à partir de 1518, commençant par capturer six otages déportés au Danemark, parmi eux le futur roi Gustave Vasa. Sten Sture est mortellement blessé en 1520, et, malgré la résistance menée par sa veuve Christina Gyllenstierna, les Suédois sont contraints de reconnaître comme roi Christian II, couronné par Gustave Trolle le 4 novembre 1520. C'est alors que survient le bain de sang de Stockholm, durant lequel seront tués plusieurs notables suédois, dont le père de Gustave Vasa, Erik Johansson Vasa ; dans le même temps Christina et d'autres femmes nobles sont déportées au Danemark.

## La fuite de Gustav Vasa
Emprisonné au Jutland, Gustav Vasa s'enfuit dès septembre 1519 déguisé en paysan, et gagne la cité de Lübeck, où il séjourne 8 mois. Embarqué sur un bateau allemand, il parvient grâce à l'aide de marchands hanséatiques à débarquer à Kalmar en Suède le 31 mai 1520,. Il arrive en Dalécarlie, où il s'attendait à un soutien important de la part de la population. Celle-ci refuse de l'aider, et Vasa continue sa fuite vers la Norvège. Néanmoins, les Dalécarliens, honteux de ne pas avoir aidé Gustav Vasa alors pourchassé par Christian II de Danemark, envoient leurs deux meilleurs skieurs à la poursuite de Gustav Vasa. Rattrapé à Sälen, il décide alors de revenir à Mora lors du célèbre épisode de la Vasaloppet.

## La rébellion
En janvier 1521, il lance la rébellion depuis Mora et prend la tête de l'armée des rebelles suédois. Le 5 février, l'armée de 400 hommes attaque Falun où ils acquièrent provisions et argent.
Le 23 août 1521, Christian II est destitué par la noblesse suédoise, tandis que Gustave Vasa est nommé régent du Royaume,. En avril 1523, Christian II et sa famille s'enfuient aux Pays-Bas, tandis que son oncle Frédéric Ier de Danemark devient roi de Danemark et de Norvège. En Suède, Gustav Vasa est élu roi le 6 juin 1523 : c'est la fin de l'union de Kalmar. Le 24 juin, Gustav Vasa entre à Stockholm triomphalement.